# 井野站 (千葉縣)
井野站（日语：／ Ino eki */?）是位於千葉縣佐倉市有加利丘七丁目，山萬有加利丘線的車站。

## 歷史
- 1983年（昭和58年）9月22日 - 車站啟用[1]。

## 車站構造
車站是一座地面車站，設有1面1線的單式月台。此站是無人車站。此站沒有廁所。

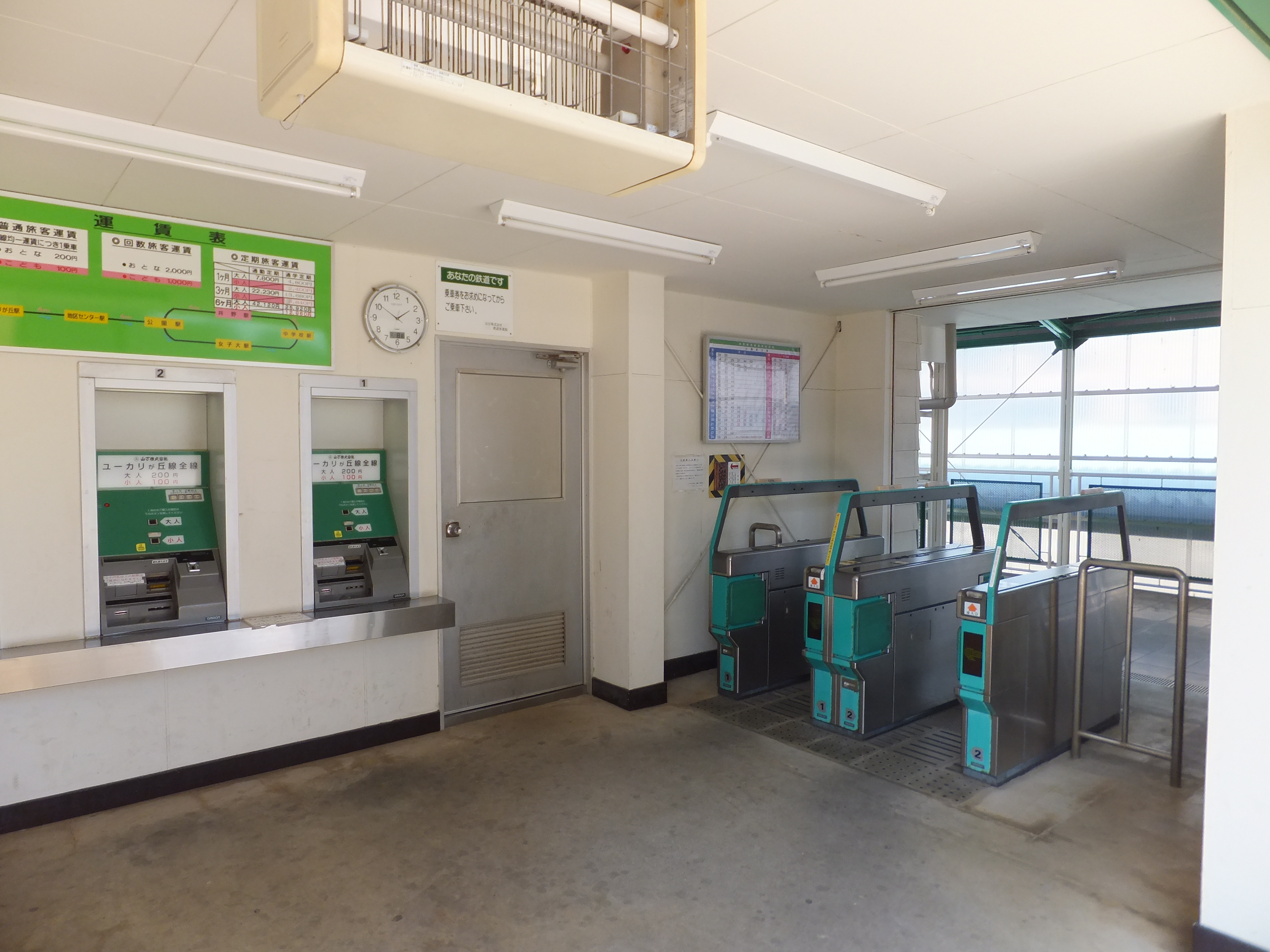
閘口（2012年4月）
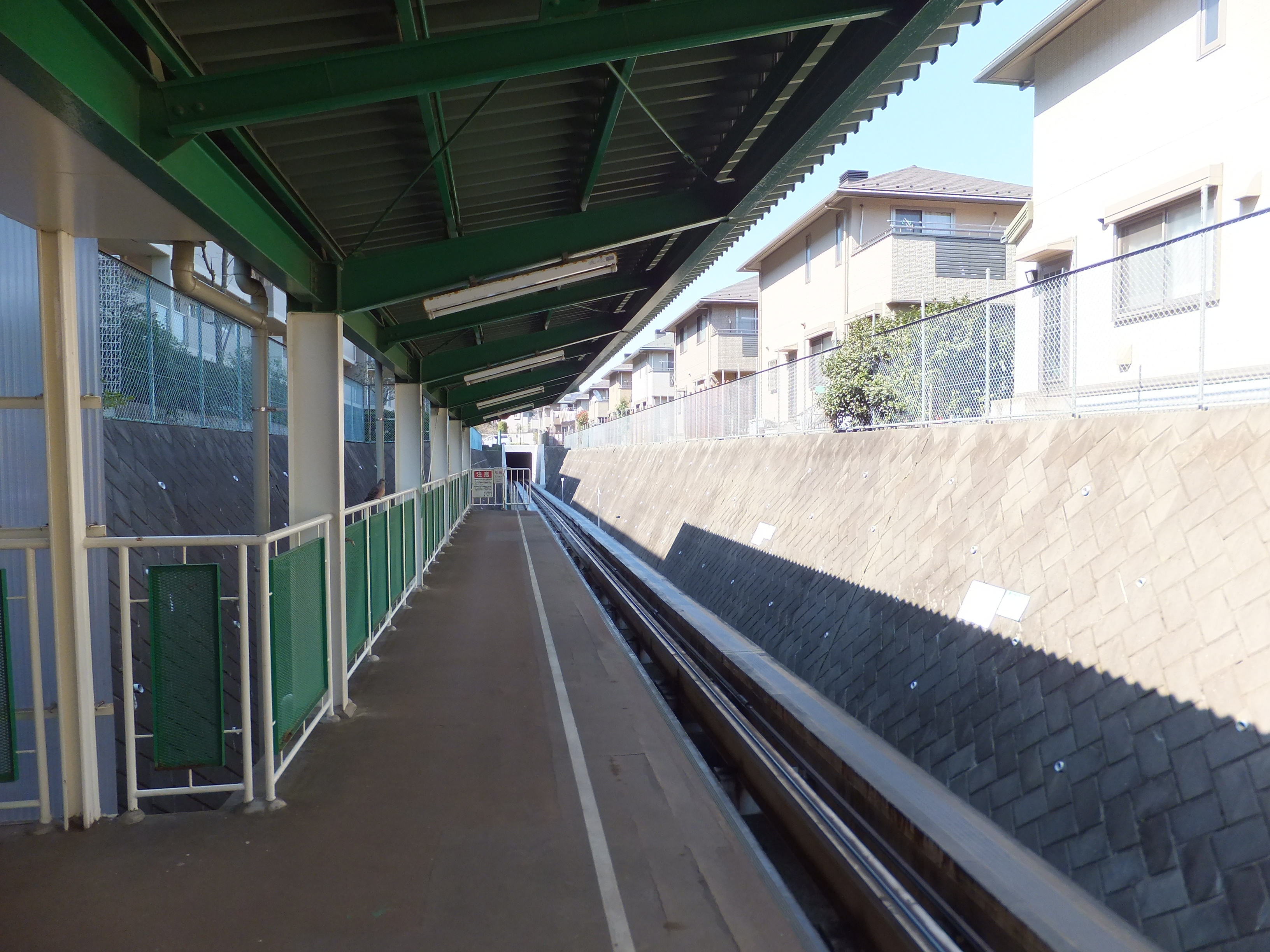
月台（2012年4月）
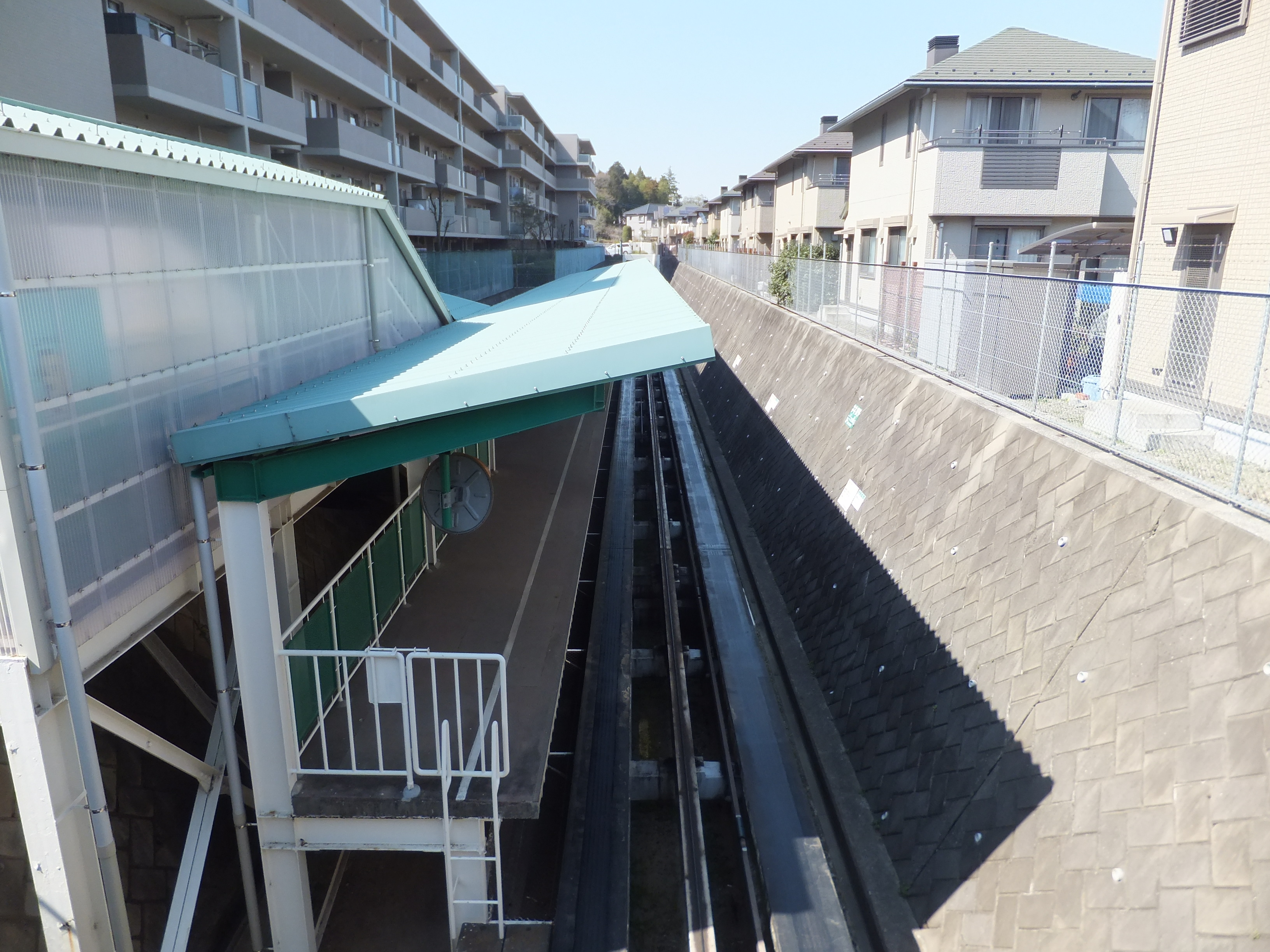
在井野站附近的路塹區間（2012年4月）

## 使用狀況
一日平均乘車人次為166人。在有加利丘店線六座車站排名第三。（2019年度）

## 車站周邊
- 佐倉市立井野小學（日语：佐倉市立井野小学校）
- 井野南作公園

## 相鄰車站
山萬
■有加利丘線
環狀部分
中學校→井野→公園

## 注腳
1. 1 2  曾根悟（監修）. 朝日新聞出版分冊百科編集部（編集） , 编. . 週刊朝日百科. 30号 モノレール・新交通システム・鋼索鉄道. 朝日新聞出版. 2011-10-16: 26 （日语）.
2. ↑  千葉縣統計年鑑

## 外部連結
- 井野站｜山萬有加利丘線 （页面存档备份，存于） - 有加利丘官方網站